# Abgesicherter Modus
Unter Abgesicherter Modus, Sicherer Modus bzw. Sicherer Systemstart, oder Single-User Mode (Einzelbenutzermodus) versteht man einen speziellen Startvorgang eines Betriebssystems, der auch dann funktionieren soll, wenn der normale Start Probleme verursacht oder gänzlich fehlschlägt.
Betriebssysteme mit einem solchen Modus sind unter anderem Unix, Mac OS (Classic und macOS) von Apple, Windows von Microsoft, sowie Android von Google.

## Unix
Unter Unix und Unix-artigen Betriebssystemen gibt es bei init einen Einzelbenutzer-Modus (auch in der Schreibweise „Einzelbenutzermodus“), englisch Single-User Mode, in dem (je nach Konfiguration) nur essentielle init-Skripte, und damit auch nur essentielle Dienste (Daemons) und Kernel-Module, geladen werden. Welcher Runlevel das ist, hängt vom jeweiligen Unix bzw. dessen Konfiguration ab.

## Macintosh (Apple)
Auch auf der Macintosh-Plattform von Apple kann unter verschiedenen Versionen von Mac OS in einem „Sicheren Modus“ (englisch Safe Boot bzw. „sicherer Systemstart“ im Apple-Vokabular) gestartet werden. Dies ist sowohl unter klassischem Mac OS als auch unter dessen Nachfolger Mac OS X, seit 2016 macOS, möglich; bei letzterem sind unterschiedliche Ebenen des abgesicherten Modus möglich.

### System 6
In System 6, Version 6 des klassischen Mac OS, werden durch Drücken der Maustaste während des Startvorgangs die vorhandenen Systemerweiterungen deaktiviert. Außerdem wird eine ggf. eingelegte Diskette ausgeworfen.

### Mac OS ab System 7
Ab System 7 (bzw. Mac OS 7.6), Mac OS 8 und Mac OS 9 werden die vorhandenen Systemerweiterungen deaktiviert wenn während des Startvorgangs die Umschalttaste ⇧  (auch: Shift-Taste) gedrückt wird. Durch Drücken der Leertaste wird in einer frühen Startphase (auf jeden Fall vor dem Erscheinen des Login-Dialogs) das Kontrollfeld „Systemerweiterungen Ein/Aus“ aufgerufen.

### macOS
Drückt man während des Startvorgangs die Umschalttaste ⇧  bei einem Computer mit macOS (bis 2012 „Mac OS X“ und bis 2016 „OS X“), so wird dieser im sicheren Modus gestartet. Das bewirkt, dass das Dateisystem repariert wird, nur die unbedingt nötigen Treiber und die Systemschriften geladen werden, und verschiedene Caches geleert werden.
Durch Drücken von cmd+S startet macOS (ein Unix) im Einzelbenutzermodus (englisch Single User Mode). Es werden nur die nötigen Treiber geladen, und statt der grafischen Oberfläche wird eine Root-Shell angezeigt, mithilfe derer der Nutzer das System reparieren kann.
Wenn während des Startens cmd+V (englisch verbose, ausführlich) gedrückt wird, wird während des Bootvorgangs eine Konsole angezeigt, in die das System Log-Einträge schreibt. Das System wird allerdings vollständig geladen und die grafische Oberfläche erscheint auch; von da her ist das kein abgesicherter Modus, bietet aber einen Einblick in das, was während des Bootens geschieht.

## Windows (Microsoft)
Der Abgesicherte Modus (auch eingeschränkter Modus) bezeichnet eine besondere Art des Startens der Windows-Betriebssysteme von Microsoft, die sich vom regulären Normalstart in einigen Punkten unterscheidet:
- Verwendung eines Standard-Grafikkarten-Treibers (VGA) mit einer Auflösung von 640 × 480 Pixel bei 60 Hz.
- Teile der Registrierungsdatenbank werden nicht ausgewertet, darunter Hard- und Software-Einträge (Gerätetreiber)
- AUTOEXEC.BAT und CONFIG.SYS werden übersprungen (Windows 9x)
- Alle Autostartobjekte werden deaktiviert (in der Registrierungsdatenbank unter Load= und Run=)

Den abgesicherten Modus erreicht man, indem man während des Starts des Computers im richtigen Augenblick die Funktionstaste F8 drückt. Dies ist der Moment kurz bevor das Windows-Logo erscheint (Es hat sich als praktikabel erwiesen, während des Bootvorgangs die F8-Taste einfach wiederholt zu drücken, wobei einige BIOS-Varianten dann zunächst ein Auswahlmenü des Bootmediums präsentieren). Neben anderen Startoptionen erscheint ein Menü mit der Auswahl:
- Abgesicherter Modus (eingeschränkt als „VGA-Modus“ bereits in Windows NT)
- Abgesicherter Modus mit Netzwerktreibern (seit Windows 98)
- Abgesicherter Modus mit Eingabeaufforderung

Bei wenigen Windows-Versionen kann man statt der F8-Taste die F5-Taste drücken. Windows NT sowie Windows 98 und höher unterstützen standardmäßig F8. In bestimmten Situationen gelangt man ausschließlich über den Umweg der Windows Starthilfe in den Abgesicherten Modus: Starthilfe wählen → automatische Systemwiederherstellung unterbrechen → „Erweiterte Optionen“ wählen → Neu Starten wählen → jetzt sofort F5 drücken (ggf. mehrmals) bis Windows Start Manager erscheint → jetzt gelangt man mit F8 in den Abgesicherten Modus. Unter Windows 8 (veröffentlicht 2012) gilt die traditionelle UI-Konvention, F8 zu drücken, um in den abgesicherten Modus zu wechseln, jedoch nicht mehr, sondern erfordert eine spezielle GUI-basierte Problemumgehung. Benutzer können in Windows 10 und höher über den erweiterten Start in den Windows-Einstellungen auf den abgesicherten Modus zugreifen. Eine weitere Möglichkeit stellt die Nutzung des Programms msconfig dar: Auf dem Reiter „Start“ kann im Bereich „Startoptionen“ die Option Abgesichert angekreuzt werden, wodurch diese Einstellung im zugehörigen Eintrag im Bootmenü hinterlegt wird und das System beim nächsten Neustart oder optional generell automatisch im abgesicherten Modus geladen wird.
Sinn und Zweck des abgesicherten Modus ist die Möglichkeit, einen Reparaturversuch durchführen zu können, wenn sich Windows regulär nicht mehr starten lässt. Häufig, aber nicht immer, lässt sich Windows im abgesicherten Modus starten, während der normale Start zu einem Bluescreen führt. Stellt Windows beim Normalstart Probleme fest, wird beim nächsten Starten von Windows oft obiges Auswahlmenü mit dem abgesicherten Modus auch ohne vorheriges Drücken der F8-Taste eingeblendet. Eine ähnliche und alternative Möglichkeit für Windows 95/98 ist die Option „Im MS-DOS-Modus neu starten“, wodurch eine Fehleranalyse und -behebung auf Befehlszeilenebene unter Umgehung des Windows-Starts möglich wird.
Weil im abgesicherten Modus die meisten sonst im Hintergrund arbeitenden Prozesse (Wächter von Antivirensoftware, Netzwerkkomponenten, erweiterter Grafiktreiber, aber auch viele Computerviren uvm.) nicht mitstarten, ist der abgesicherte Modus auch besonders geeignet, um nach Fehlern zu suchen oder Deinstallationen vorzunehmen.